# Antonio Cruz
Antonio Cruz (Long Beach, 31 ottobre 1971) è un ex ciclista su strada statunitense.

## Palmarès

### Strada
- 1999 (Dilettanti, una vittoria)

USPro Criterium Championship
- 2000 (Saturn Cycling Team, due vittorie)

3ª tappa Tour de Langkawi (Bentong > Kuantan)
3ª tappa Solano Bicycle Classic
- 2004 (US Postal Service, due vittorie)

Classifica generale Tour de Nez
2ª tappa Tour de l'Ain (Lagnieu > Oyonnax)
- 2006 (Toyota-United Pro Cycling Team, una vittoria)

Classifica generale Tour de Nez

#### Altri successi
- 2000 (Saturn Cycling Team)

Criterium Athens
Criterium Natchez
Xcelerate Road Race
- 2002 (US Postal Service)

Nevada City Classic
- 2003 (US Postal Service)

Criterium Brentwood
- 2004 (US Postal Service)

1ª tappa Vuelta a España (León, cronosquadre)
- 2008 (BMC Racing Team)

3ª tappa Rochester Twilight Criterium (Rochester)

## Piazzamenti

### Grandi Giri
- Giro d'Italia

2005: 129º
- Vuelta a España

2001: 103º
2002: 118º
2004: 68º

### Classiche monumento
- Milano-Sanremo

2003: 106º
2004: 89º
2007: 117º
- Giro delle Fiandre

2001: 84º
2002: ritirato
2003: ritirato
2004: 118º
2005: ritirato
2007: ritirato
- Parigi-Roubaix

2001: ritirato
2002: ritirato
2003: ritirato
2004: 49º
2005: ritirato
2007: ritirato
2009: ritirato

### Competizioni mondiali
- Campionati del mondo

Plouay 2000 - In linea Elite: ritirato
Lisbona 2001 - In linea Elite: ritirato
Zolder 2002 - In linea Elite: 138º
- Giochi olimpici

Sydney 2000 - In linea: 52º